# Coupe Banque Nationale 2014
Il Coupe Banque Nationale 2014 è stato un torneo di tennis giocato sul cemento indoor. È stata la 22ª edizione del Coupe Banque Nationale, che fa parte della categoria International nell'ambito del WTA Tour 2014. Si è giocato al PEPS sport complex di Québec City in Canada, dall'8 al 14 settembre 2014.
Fino al 2013 il torneo era noto come Bell Challenge ma a partire da questa edizione ha cambiato il nome per motivi di sponsorizzazione da parte della National Bank of Canada.

## Partecipanti

### Teste di serie
| Nazionalità | Giocatrice                | Ranking* | Teste di serie |
| ----------- | ------------------------- | -------- | -------------- |
| Stati Uniti | Venus Williams            | 20       | 1              |
| Croazia     | Ajla Tomljanović          | 55       | 2              |
| Francia     | Kristina Mladenovic       | 73       | 3              |
| Stati Uniti | Shelby Rogers             | 86       | 4              |
| Germania    | Julia Görges              | 94       | 5              |
| Portogallo  | Michelle Larcher de Brito | 104      | 6              |
| Stati Uniti | Anna Tatišvili            | 108      | 7              |
| Ungheria    | Tímea Babos               | 114      | 8              |

* Le teste di serie sono basate sul ranking al 25 agosto 2014

### Altre partecipanti
Le seguenti giocatrici hanno ricevuto una wild card per il tabellone principale:
- Françoise Abanda[2]
- Stéphanie Dubois
- Venus Williams

Le seguenti giocatrici sono passate dalle qualificazioni:

- Samantha Crawford
- Barbora Krejčíková
- Sanaz Marand
- Tereza Martincová
- Asia Muhammad
- Ol'ga Savčuk

## Campionesse

### Singolare
Mirjana Lučić-Baroni ha sconfitto in finale  Venus Williams per 6–4, 6–3.
- È il terzo titolo in carriera per la Lučić-Baroni, ad oltre sedici anni dal suo ultimo trionfo nel circuito WTA.[3]

### Doppio
Lucie Hradecká /  Mirjana Lučić-Baroni hanno sconfitto in finale  Julia Görges /  Andrea Hlaváčková per 6–3, 7–6(8).